# Partage de code
 (septembre 2012).
Si vous disposez d'ouvrages ou d'articles de référence ou si vous connaissez des sites web de qualité traitant du thème abordé ici, merci de compléter l'article en donnant les références utiles à sa vérifiabilité et en les liant à la section « Notes et références ».

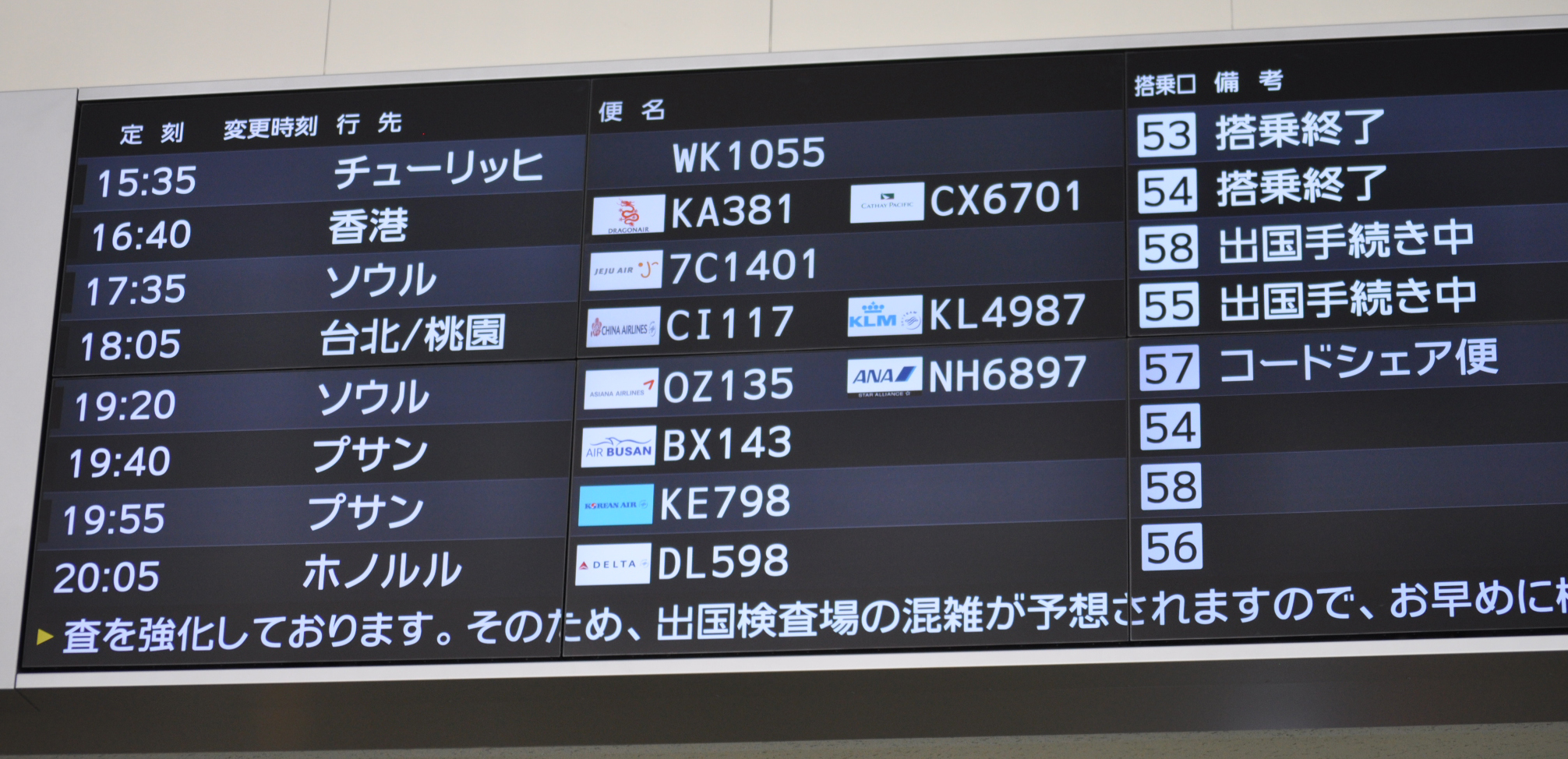
Exemple d'un panneau d'affichage présentant les partages de codes à droite du logo de la compagnie.

Le partage de code, codeshare ou code share est une pratique commerciale utilisée par les compagnies aériennes régulières. L'origine du terme vient de la façon dont les vols commerciaux sont désignés par un ensemble de deux lettres désignant la compagnie aérienne et d'un nombre de quatre chiffres maximum unique pour chaque vol de la compagnie. L'ensemble forme le numéro ou « code » du vol.

## Définition
Cette pratique commerciale recouvre trois concepts : les plateformes de correspondance, le partage du marché et la multiplication des codes.

### Plateformes de correspondance
Les grandes compagnies aériennes opèrent souvent à partir de plateformes, ou hubs. Ces aéroports sont aussi utilisés par des compagnies régionales dont les passagers sont souvent en correspondance avec des vols des grandes compagnies. En négociant des accords bilatéraux entre elles, les compagnies régionales ont pu utiliser le code AITA (bigramme) des grandes compagnies et donc proposer leur vol sous leur appellation.
Pour la compagnie aérienne de premier niveau, cette pratique permet d'afficher un nombre de destinations plus élevé dans une région et d'attirer le trafic sur ses lignes en proposant des correspondances programmées. Pour la compagnie régionale, cette pratique lui permet de bénéficier de l'image de marque de la compagnie de premier niveau. Le passager y trouve des avantages sur le plan des horaires et des correspondances mais est souvent contraint à utiliser un vol dans un « petit avion » alors qu'il pensait voyager en « jet ».
Les plaintes des associations de consommateurs ont entraîné l'obligation d'affichage sur le billet du nom de la compagnie qui assure effectivement la liaison. Avec l'extension du système des plateformes de correspondance, cette pratique s'est aussi développée en dehors des États-Unis.

### Partage du marché
Le marché du transport aérien est très réglementé et l'ouverture des lignes fait souvent l'objet d'accords inter-étatiques, en l'absence d'accords dits de « ciel ouvert » (comme celui qui est négocié en 2005 entre l'Union européenne et les États-Unis). C'est le cas, en particulier en Europe, où de nombreuses compagnies nationales opèrent. Devant l'impossibilité — pour des raisons économiques ou réglementaires — d'augmenter le nombre de vols sur une liaison, elles ont décidé de se partager le marché en proposant tous les vols d'une ligne sous un code double (les bigrammes de chacune des compagnies sont accolés).
Les accords entre compagnies peuvent être regroupés en deux grandes familles : le bloc siège, et le « sell and report ». 
- Dans le cas du « bloc », chacune des compagnies commercialise une partie des sièges disponibles suivant une répartition établie à l'avance par contrat entre les partenaires, ce que l'on peut aussi définir comme l'affrètement d'une partie de l'avion de la compagnie opératrice par sa compagnie partenaire.
- Dans le cas du « sell and report », chaque compagnie a accès à l'ensemble des sièges de l'avion et peut les vendre à ses propres conditions (dans la limite des accords de politique commerciale convenus entre les partenaires).

Pour le passager, cette pratique a l'avantage d'augmenter la fréquence des vols disponibles, mais ajoute à la confusion tarifaire car les compagnies participantes peuvent proposer des tarifs différents pour un service identique. Cette pratique est devenue courante au sein des alliances comme celle de Skyteam, y compris pour les vols de proximité. Par exemple, Aeroméxico est en mesure de vendre des vols entre Nice et Paris sur la navette d'Air France. On notera toutefois que cet exemple n'est possible qu'en continuation d'un vol vers une destination pour lequel Aeromexico possède les droits de trafic, par exemple un Paris-Mexico.

### Multiplication de code
Depuis la création des alliances de compagnies aériennes, celles-ci proposent souvent un même vol sous plusieurs numéros. Stricto sensu, il ne s'agit plus de partage de code mais au contraire d'une multiplication de code. Cette pratique est devenue très courante.

## Objectifs
D'une manière générale, les accords commerciaux entre compagnies aériennes (partage de code ou alliance) ont pour objectifs d'augmenter la visibilité et d'assurer une meilleure rentabilité.
Du point de vue du passager, le bilan de cette opération est plus contrasté, car il peut y trouver certains inconvénients en réservant un vol d'une compagnie dont il apprécie la qualité de service et être en réalité transporté par une autre compagnie dont le service est de qualité moindre. Lorsque les compagnies partagent des vols sur une liaison qu'elles assuraient toutes les deux, cela peut réduire la concurrence sur cette liaison voire créer une situation de position dominante ou de monopole. Aussi, en cas de problème, les compagnies se rejettent la faute aux dépens du passager.
Toutefois, les passagers peuvent aussi y trouver des avantages, les compagnies s'efforcent souvent d'améliorer les horaires de leurs vols pour offrir un délai plus court entre l'atterrissage d'un vol et le décollage d'un autre lors d'un changement d'avion, et donc un gain de temps sur le trajet complet.